# Філіпенко Єгор Всеволодович
Єгор Всеволодович Філіпенко (біл. Ягор Усеваладавіч Філіпенка, рос. Егор Всеволодович Филипенко, нар. 10 квітня 1988, Мінськ) — білоруський футболіст, захисник російського клубу «Урал».
Насамперед відомий виступами за БАТЕ, у складі якого провів понад сто матчів в чемпіонаті Білорусі та став шестиразовим чемпіоном країни, а також національну збірну Білорусі.

## Клубна кар'єра
Вихованець мінської «Зміни». Перший тренер — Леонід Іванович Данейко.
Професійну кар'єру розпочав у БАТЕ 2005 року, виступав за дубль. 2006 року дебютував в чемпіонаті Білорусі. У сезоні 2007 року був гравцем основного складу. Всього взяв участь у 23 матчах чемпіонату.
30 жовтня 2007 року перейшов в московський «Спартак», в якому дебютував на Кубку Першого Каналу 2008. В чемпіонаті Росії 2008 зіграв в 11 матчах команди.
Першу половину 2009 року провів в оренді в «Томі», проте майже не грав через травму, а у другій зіграв за «Спартак» 5 матчах та забив 1 м'яч. У сезоні 2010 року перебував в оренді у клубі «Сибір».
17 лютого 2011 року повернувся до білоруського БАТЕ до кінця року на правах оренди. 28 серпня в білоруському класико в Борисові за рахунку 2:2, який сам же і зробив рівним, на 81-й хвилині став у ворота «жовто-синіх» після видалення голкіпера Олександра Гутора за гру руками за межами штрафного (друга жовта, а ліміт замін був уже вичерпаний), рахунок у матчі не змінився. Був включений БФФ до списку 22 найкращих футболістів чемпіонату Білорусі 2011.
21 лютого 2012 року Борисовський клуб і «Спартак» підписали договір про перехід Філіпенко в БАТЕ на постійній основі. 23 лютого було підписано особистий контракт. Був включений БФФ в список 22 найкращих футболістів чемпіонату Білорусі 2013.
Успішно для Філіпенко склався сезон 2014, в якому він був визнаний найкращим захисником чемпіонату Білорусі 2014 року. У грудні 2014 року з'явилася інформація про те, що Філіпенко, у якого закінчувався термін дії контракту з борисовською командою, близький до переходу в турецький «Фенербахче». 5 січня 2017 року вільним агентом перейшов до іспанської «Малаги», з якою встиг пройти медогляд та підписати контракт, розрахований до кінця сезону 2016/17. П'ять днів по тому вперше потрапив до заявки нової команди на Ла Росаледа, в нічийному (1:1) поєдинку чемпіонату Іспанії проти «Вільярреала», проте провів увесь матч на лаві для запасних. Проте дебютував за «Малагу» 13 квітня того ж року, в програному (2:3) поєдинку 1/8 фіналу Кубку Іспанії проти «Леванте». Єгор вийшов на поле за 25 хвилині до завершення матчу. замінивши Маркоса Анхелері. Проте за сумою двох матчів до наступного раунду кубку вийшла саме «Малага». Іспанське газета Marca включила білоруса до символічної збірної найгірших футболістів Ла Ліги. В елітному дивізіоні іспанського чемпіонату дебютував 6 грудня 2015 року в нічийному (0:0) поєдинку проти «Атлетіка» (Більбао). Єгор вийшов на поле в стартовому складі, а під час перерви у матчі його замінив Хуанпі. За 18 місяців зіграв 11 матчів в іспанських турнірах.
14 червня 2016 року підписав 2-річний контракт з «Маккабі» (Тель-Авів). Дебютував у новій команді 7 липня у переможному (1:0) виїзному поєдинку кваліфікації Ліги Європи 2016/17 проти «Гориці»

## Виступи за збірні

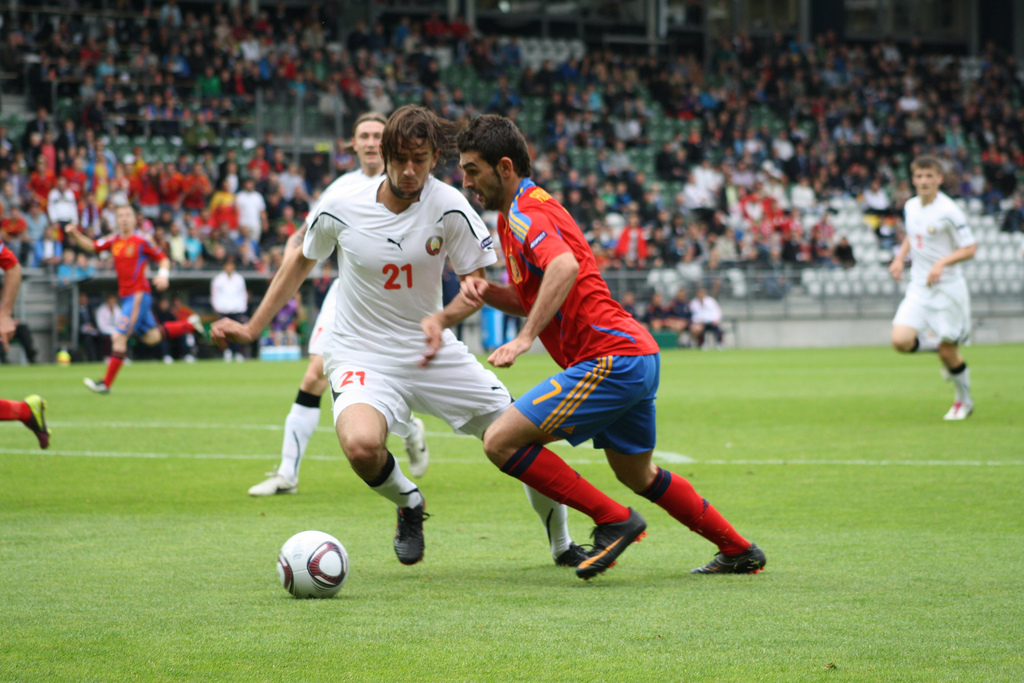
Єгор Філіпенко у боротьбі з Адріана в 2011 році

2004 року дебютував у складі юнацької збірної Білорусі, взяв участь у 8 іграх на юнацькому рівні, разом з якою 2005 року був учасником чемпіонату Європи (U-17).
Протягом 2009–2011 років залучався до складу молодіжної збірної Білорусі. На молодіжному рівні зіграв у 21 офіційному матчі, забив 3 голи. У її складі став бронзовим призером молодіжного чемпіонату Європи 2011 в Данії. На турнірі забив 1 м'яч в останній грі з чехами, який вивів збірну на Олімпійські ігри 2012 в Лондоні, і був визнаний найкращим гравцем матчу.
В національній збірній Білорусі дебютував 12 вересня 2007 року в матчі відбіркового турніру чемпіонату Європи 2008 проти збірної Словенії в Цельє (0:1). Наразі провів у формі головної команди країни 35 матчів. Дебютним голом за національну команду 10 вересня 2013 року на 32-й хвилині програного (2:4) поєдинку кваліфікації Чемпіонату світу проти Франції на Центральному стадіоні Гомеля. 30 березня 2015 року Філіпенко вперше білоруську збірну вивів на футбольне поле з капітанською пов'язкою у першому таймі нічийному (0:0) товариському поєдинку проти Габону в Белеці.

### Голи за збірну
Рахунок та результат збірної Білорусі в таблиці подано на першому місці.
| №  | Дата            | Стадіон                               | Суперник | Рахунок | Результат | Змагання                           |
| -- | --------------- | ------------------------------------- | -------- | ------- | --------- | ---------------------------------- |
| 1. | 10 вересня 2013 | Центральний стадіон, Гомель, Білорусь | Франція  | 1–0     | 2–4       | кваліфікація чемпіонату світу 2014 |

## Досягнення

### Командні
БАТЕ
- Чемпіон Білорусі (7): 2006, 2007, 2011, 2012, 2013, 2014, 2018
- Кубок Білорусі (1): 2020
- Володар Суперкубка Білорусі (3): 2011, 2013, 2014

 Маккабі (Тель-Авів)
- Володар Кубка Тото (1): 2017-18

 Молодіжна збірна Білорусі
- Бронзовий призер молодіжного чемпіонату Європи: 2011

 Шахтар
- Володар Суперкубка Білорусі (1): 2021
- Чемпіон Білорусі (1): 2021

### Особисті
- Найкращий захисник чемпіонату Білорусі (2) : 2013, 2014